# 黒の斜面
『黒の斜面』（くろのしゃめん）は、1971年制作の日本のサスペンス映画、及びそのテレビドラマ・リメイク。

## 映画
松竹・俳優座提携作品である。

### あらすじ
ダイバ物産営業係長の辻井喬は、失恋を苦に自殺を図ろうとしていた川上妙子という女性を救ったことをきっかけに彼女と情事を重ねていたが、やがて昇格の話が持ち上がったことから、関係を清算したいと思うようになる。
ある日、辻井は出張で会社の金3000万円を持って最終の飛行機で大阪に向かうため羽田へ行ったが、待ち受けていた妙子に口説かれて、出発を翌朝に変更した。
しかし、その最終便の飛行機が途中で三河湾に墜落、全員死亡したことで、喬の歯車が狂い始める…。妻の圭子は墜落現場近くの西浦温泉へ駆けつけるが、いつまでたっても夫の遺体が見つからない。捜索を続けるうち、夫の代わりに搭乗したという男の妻が現れ、圭子は夫の生存を確信する。

### キャスト
- 辻井喬：加藤剛
- 辻井圭子：岩下志麻
- 川上妙子：市原悦子
- 山名ひとみ：山口果林
- 谷口部長：永井智雄
- 外山：滝田裕介
- 清水：児玉泰次
- 西川：立花一男
- 満子：檜よしえ
- 島田：山本亘
- 本田：近藤洋介

## テレビドラマ

### 日本テレビ版
1971年2月16日から3月23日まで、日本テレビ系列「火曜日の女シリーズ」で「オパールとサファイア」のタイトルで放送された。全6回。初のテレビドラマ化と共に、唯一の「1時間作品」・「連続作品」である。

#### キャスト
- 市原悦子
- 滝田裕介
- 松本克平
- 三ツ矢歌子
- 佐藤オリエ
- 浜美枝
- 佐藤友美
- ナレーター：矢島正明

※市原と滝田は映画版にも出演。

#### スタッフ
- 原作・脚本：菊島隆三
- プロデューサー：小坂敬
- 監督：小野田嘉幹
- 音楽：佐藤允彦
- 制作：東宝

| 日本テレビ系列 火曜日の女シリーズ | 日本テレビ系列 火曜日の女シリーズ | 日本テレビ系列 火曜日の女シリーズ                 |
| 前番組                            | 番組名                            | 次番組                                            |
| --------------------------------- | --------------------------------- | ------------------------------------------------- |
| ある恋人たち （1971.1.5 - 2.9）   | オパールとサファイア              | クラスメート -高校生ブルース- （1971.3.30 - 5.4） |

### TBS版
1982年5月22日に、TBS系列「ザ・サスペンス」枠で「愛の殺人切符 最終便は裏切りの罠」のタイトルで放送された。

#### キャスト
- 近藤正臣
- 梶芽衣子
- 片平なぎさ
- 矢島健一
- 服部まこ
- 細川俊夫
- 高峰圭二
- 音無真喜子

#### スタッフ
- 原作：菊島隆三
- 脚本：高橋正康、田口耕三
- プロデューサー：財前定生
- 演出：河野宏

| TBS系列 ザ・サスペンス                                | TBS系列 ザ・サスペンス                        | TBS系列 ザ・サスペンス                             |
| 前番組                                                | 番組名                                        | 次番組                                             |
| ----------------------------------------------------- | --------------------------------------------- | -------------------------------------------------- |
| 逆流 認知殺人事件 あなたの家族は大丈夫? （1982.5.15） | 愛の殺人切符 最終便は裏切りの罠 （1982.5.22） | 裂けた眠り 人妻を襲う 催眠術の甘い罠 （1982.5.29） |

### フジテレビ版
1989年12月29日にフジテレビ系列「男と女のミステリー」枠で放送（21:03 - 23:22）。3作目にして初の原作タイトルでの放送。

#### キャスト
- 秋吉久美子
- 近藤正臣
- 田村亮
- 山口果林

#### スタッフ
- 原作：菊島隆三
- 脚本：ちゃき克彰、加藤貢

| フジテレビ系列 男と女のミステリー              | フジテレビ系列 男と女のミステリー          | フジテレビ系列 男と女のミステリー     |
| 前番組                                         | 番組名                                     | 次番組                                |
| ---------------------------------------------- | ------------------------------------------ | ------------------------------------- |
| メリーゴーランド ※21:03 - 22:52 （1989.12.22） | 年末スペシャル企画 黒い斜面 （1989.12.29） | 街 PART3 ※21:03 - 22:52 （1990.1.19） |

### テレビ朝日版
2016年1月24日にテレビ朝日系列「日曜エンターテインメント」枠で放送。
ラストは主演の檀れいのアイデアにより、映画と大きく異なっている。

#### キャスト
- 辻井圭子：檀れい
- 川上妙子：内山理名
- 辻井高史：原田泰造
- 外山光司：渡辺いっけい
- 羽田美雪：遠藤久美子
- 本間刑事：佐野史郎

- 清水吉郎：牧田哲也
- 田島誠一：金子貴俊
- 山名ひとみ：北原里英
- 柏木絹代：角替和枝
- 清水康代：大塚千弘
- 吉澤刑事：村杉蝉之介
- 松竹刻夫：木下隆行
- 宝石店の店員：虻川美穂子
- 佐藤愛美：松山メアリ
- 日向：脇知弘
- 松井紀美江、大沢さやか、宇佐美佑果（当時テレビ朝日アナウンサー）、筒井奏、亀谷さやか、海老瀬はな　ほか

#### スタッフ
- 原作：菊島隆三
- 脚本：吉川次郎
- 監督：伊藤寿浩
- 技術協力：ビデオスタッフ、アップサイド
- 照明協力：サンライズアート
- ポスプロ：松竹映像センター
- VFX：オムニバス・ジャパン
- スタジオ：東映東京撮影所
- 装飾：ポパイアート
- ロケ協力：三浦市、NPO法人みうら映画社、さがみはらフィルムコミッション　ほか
- プロダクション協力：松竹撮影所東京スタジオ
- プロデューサー：関拓也、佐々木淳一、渡邊竜
- 制作：テレビ朝日、松竹